# Acoelocyba nemorum
Acoelocyba nemorum är en stekelart som först beskrevs av Girault 1927.  Acoelocyba nemorum ingår i släktet Acoelocyba och familjen puppglanssteklar. Inga underarter finns listade i Catalogue of Life.